# Сако Муро (Рим)
Сако Муро је насеље у Италији у округу Рим, региону Лацио.
Према процени из 2011. у насељу је живело 22 становника. Насеље се налази на надморској висини од 282 м.